# Feliks Araszkiewicz
Feliks Wojciech Araszkiewicz (ur. 23 kwietnia 1933 w Sarbi, zm. 23 marca 1987 w Poznaniu) – polski pedagog i nauczyciel akademicki. Wykładał m.in. na Akademii Medycznej w Poznaniu.

## Życiorys
Urodził się 23 kwietnia 1933 w Sarbi k. Szamotuł w rodzinie Józefa i Ludwiki z domu Fützner. W latach 1940–1948 uczęszczał do szkoły w Grzebienisku, po jej ukończeniu zmuszony był w młodym wieku podjąć pracę zarobkową; był m.in. bibliotekarzem, urzędnikiem w zarządzie gminy w Grzebienisku, etatowym pracownikiem zarządu powiatowego Związku Młodzieży Polskiej w Szamotułach. We wrześniu 1952 rozpoczął roczny kurs na oficera politycznego w Oficerskiej Szkole Politycznej w Łodzi, jednak na miesiąc przed planowaną promocją został dyscyplinarnie zwolniony i przeniesiony do służby zasadniczej. Pozostawał następnie w służbie nadterminowej, którą łączył z edukacją szkolną i w 1957 zdał egzamin dojrzałości w Liceum Ogólnokształcącym dla Pracujących w Poznaniu.
Studia odbył na Wydziale Pedagogicznym Uniwersytetu Warszawskiego, pracę magisterską Próby laicyzacji szkoły w Polsce w latach 1918–1926 pisząc pod kierunkiem Łukasza Kurdybachy; dwa rozdziały tej pracy zostały opublikowane na łamach „Rozpraw z dziejów oświaty” i „Przeglądu Historyczno-Oświatowego”. W latach 1964–1968 jako starszy asystent w Pracowni Dziejów Oświaty Polskiej Akademii Nauk odbył studia doktoranckie, uwieńczone obroną rozprawy Kształtowanie się szkoły średniej ogólnokształcącej w Polsce w latach 1919–1928.
Z dyplomem doktorskim zatrudniony został na Akademii Medycznej w Poznaniu, gdzie zainicjował działalność Zakładu Pedagogiki Medycznej. 
Od 1969 związany był z Wyższą Szkołą Rolniczą w Poznaniu (następnie Akademią Rolniczą im. Augusta Cieszkowskiego); był adiunktem w Katedrze Pedagogiki, kierownikiem Studium Pedagogicznego (od 1972), wicedyrektorem Instytutu Nauk Społeczno-Politycznych (od 1973). 
W 1976 uzyskał stopień doktora habilitowanego (rozprawa Ideały wychowawcze II Rzeczypospolitej). Prowadził zajęcia z teorii i historii wychowania, a także seminarium magisterskie, na którym prace dyplomowe przygotowało 37 studentów. 
Wraz z początkiem roku akademickiego 1978/1979 przeszedł do pracy w Wyższej Szkole Pedagogicznej w Słupsku, gdzie kierował Zakładem Pedagogiki. Pełnił też funkcję dziekana Wydziału Pedagogicznego (1979–1986).
Od listopada 1982 wchodził w skład Rady Głównej Nauki i Szkolnictwa Wyższego. Był członkiem Polskiego Towarzystwa Historycznego, Polskiego Towarzystwa Pedagogicznego, Poznańskiego Towarzystwa Przyjaciół Nauk.
W ostatnich latach życia ciężko chorował – wskutek arteriosklerozy przeszedł amputację obu nóg – ale do końca życia pracował nad rozprawą o polskich ideałach wychowawczych drugiej połowy XX wieku.
Zmarł 23 marca 1987 w Poznaniu. 3 kwietnia 1987 został pochowany na Cmentarzu komunalnym Junikowo w Poznaniu (pole AZ kwatera M-P4-17).

## Publikacje
Był autorem, współautorem lub redaktorem kilkudziesięciu prac naukowych, w tym 4 monografii, 6 podręczników i skryptów, artykułów naukowych i popularnonaukowych, m.in. Szkoła średnia ogólnokształcąca w Polsce w latach 1918–1928 (1972), Podstawowa myśl pedagogiczna w Polsce w latach 1918–1939, Wybór źródeł i materiałów do historii wychowania, Przewodnik metodyczny dla studentów pedagogiki, Historia wychowania XX wieku.

## Ordery i odznaczenia
- Krzyż Kawalerski Orderu Odrodzenia Polski (1984)
- Złoty Krzyż Zasługi (1976)
- Medal Komisji Edukacji Narodowej (1983)